# Gabinete de Timor-Leste (1975)

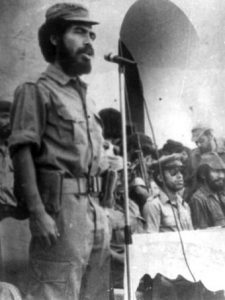
Nicolau Lobato.

O Gabinete de ministros de Timor-Leste de 1975 foi criado pelo Comitê Central da FRETILIN, em 30 de novembro de 1975, dois dias antes de este partido ter proclamado unilateralmente a independência do Timor português e a República Democrática de Timor-Leste.
| Gabinete de ministros                     | Gabinete de ministros                                        |
| Nome                                      | Posto                                                        |
| ----------------------------------------- | ------------------------------------------------------------ |
| Nicolau dos Reis Lobato                   | Primeiro-ministro                                            |
| Ministros                                 |                                                              |
| José Gonçalves                            | Ministro da Coordenação e Estatística Económica              |
| Juvenal Maria de Fátima Inácio (Sera Key) | Ministro das Finanças                                        |
| Eduardo Carlos dos Anjos (Kaku'uk)        | Ministro das Obras Públicas, Transportes e Comunicações      |
| Rogério Lobato                            | Ministro da Defesa Nacional                                  |
| Alarico Fernandes                         | Ministério da Informação, Assuntos Internos e Segurança      |
| António Duarte Carvarino (Mau Lear)       | Ministro da Justiça                                          |
| José Ramos-Horta                          | Ministro dos Negócios Estrangeiros                           |
| Vicente dos Reis (Bie Ky Sahe)            | Ministro do Trabalho                                         |
| Hamis Bin Umar Bassarewan (Hata)          | Ministro da Educação e Cultura                               |
| Marí Bin Amude Alkatiri                   | Ministro dos Assuntos Políticos                              |
| Abílio Araújo                             | Ministro dos Assuntos Económicos e Sociais                   |
| Vice-mininistros                          |                                                              |
| Hélio Sanches Pina (Mau Kruma)            | Vice-Ministro da Coordenação e Estatísticas Económicas       |
| Domingos da Costa Ribeiro                 | Vice-Ministro das Obras Públicas, Transportes e Comunicações |
| Hermenegildo Augusto Pereira Alves        | Vice-Ministro da Defesa Nacional                             |
| Fernando de Almeida do Carmo              | Vice-Ministro da Informação, Assuntos Internos e Segurança   |
| Guilhermina L.S. de Araújo                | Vice-Ministra dos Negócios Estrangeiros                      |
| Guido Valadares                           | Vice-Ministro do Trabalho e Assuntos Sociais                 |
| Eduardo Ximenes                           | Vice-Ministro da Saúde                                       |